# Митохондриальная Ева
Митохондриальная Ева — имя, данное в популярной культуре женщине, от которой всё современное человечество унаследовало митохондриальную ДНК (оригинальный термин, предложенный первооткрывателем Алланом Вильсоном — Lucky Mother — Удачливая мать). Жила в Африке около 200 000 лет назад. Эта женщина стала единственной в своём поколении, чьи потомки по женской линии дожили до наших дней. Параллельно с ней жили и другие женщины, но их митохондриальные ДНК до нашего времени не дошли (хотя могли дойти участки ядерной ДНК).
Поскольку митохондриальная ДНК наследуется только по материнской линии, у всех ныне живущих людей такая ДНК была получена от «митохондриальной Евы». Аналогично, ДНК мужской Y‑хромосомы у всех людей мужского пола должна происходить от «молекулярно-биологического Адама». Таким образом, митохондриальная Ева — это ближайший общий предок современных людей по женской линии, а Y-хромосомный Адам — по мужской.
Митохондрии — это внутриклеточные органеллы, имеющие небольшую собственную хромосому. В отличие от ядерной ДНК, которая содержит подавляющее большинство генов и в процессе полового размножения подвергается рекомбинации, так что потомки получают половину генов от отца, а вторую половину — от матери, митохондрии и их ДНК ребёнок получает только из материнской яйцеклетки. Поскольку митохондриальная ДНК не подвергается рекомбинации, изменения в ней могут происходить исключительно посредством редких случайных мутаций. Путём сравнения последовательности митохондриальной ДНК и возникших в ней со временем мутаций можно не только определить степень родства ныне живущих людей, но и приблизительно вычислить время, необходимое для накопления мутаций в той или иной популяции людей. Таким образом можно вычислить и эпоху, в которой мутаций ещё не было, и предковая популяция людей была генетически однородной. В 1987 году Ребекка Канн с коллегами предположили, что митохондриальная Ева могла жить между 140 тыс. и 280 тыс. лет назад. Согласно более поздним расчётам, митохондриальная Ева жила около 140 тыс. лет назад в Восточной Африке. Современные МП- и МЭ‑оценки обычно дают диапазон возраста Евы 230—140 тыс. лет с максимумом вероятности на значениях порядка 200—180 тыс. лет. Последняя датировка стала общепризнанной оценкой. Тем не менее, в августе 2013 года появились новые данные о том, что Ева жила 148—99 тысяч лет назад (с максимальной вероятностью — 124 тысячи лет назад).

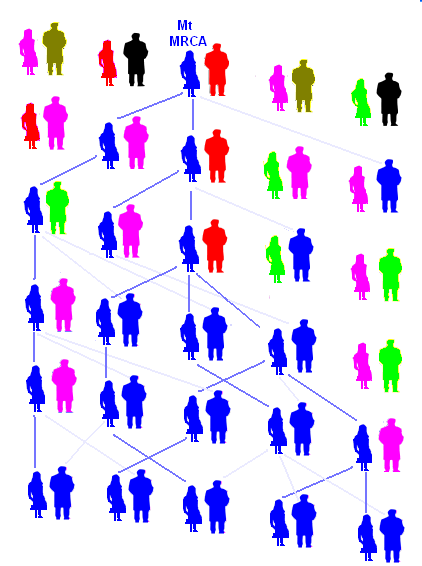
Доминирование потомков митохондриальной Евы

Хотя митохондриальная Ева названа в честь библейской, её не следует отождествлять с библейским персонажем или считать, что все люди являются потомками только одной женщины. Митохондриальная Ева — научная абстракция, созданная для упрощения расчётов. На самом деле речь идёт об относительно однородной генетической популяции, среди потомков которой большинство ныне живущих людей получило митохондриальную ДНК от одной женщины, в то время как потомки других женщин по прямой женской линии той же предковой популяции не дожили до наших дней. Если у женщины нет ни одной дочери, то её митохондриальная ДНК не будет передана потомкам далее её собственных сыновей. 

## Митохондриальная Ева и африканское происхождение людей

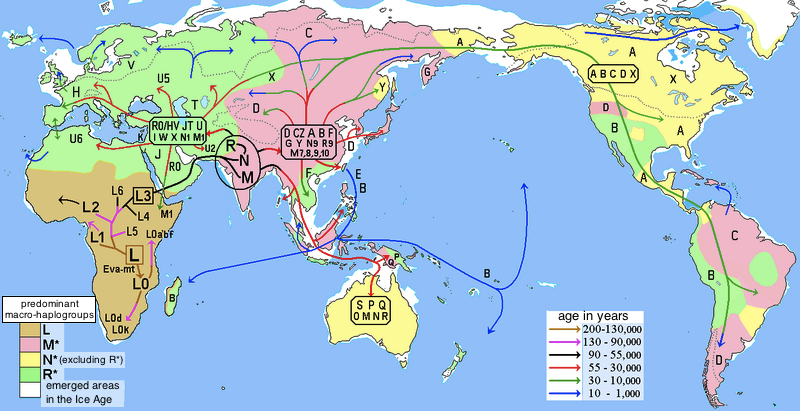
Миграции человека и митохондриальной гаплогруппы

Поскольку популяционные генетики считают родиной митохондриальной Евы Африку, её иногда называют африканской Евой. При древнейшем разделении предковой популяции людей образовались четыре главных гаплогруппы: L0, L1, L2, L3. Из них первая преобладает у бушменов, вторая — у пигмеев. Две последние также имеются у африканских народов, но только от гаплогруппы L3 происходят макрогруппы М и N, носители которых мигрировали из Африки в Евразию.
Существуют альтернативные объяснения митохондриальной генеалогии народов Земли. Например, аналогичное генеалогическое древо могло получиться, если на ранней стадии расселения большинство людей погибло из-за какой-то эпидемии или природной катастрофы, а выжившие представляли собой небольшую группу кровных родственников. Однако попытки построить генеалогию народов на основании исследования других генов не подтверждают гипотезу катастрофы. Кроме того, следует принимать во внимание обмен генами, который происходил в результате браков между дальними родственниками, в результате чего геномы продолжали смешиваться в популяциях уже после исхода из Африки. Наибольшее разнообразие мутаций, которое наблюдается у африканских народов, также можно объяснять по-разному. С одной стороны, это может быть результатом длительного проживания предковой популяции в Африке. С другой стороны, в Африке времён палеолита население могло быть просто многочисленнее, чем в других регионах.

## Реконструированный гаплотип мтДНК митохондриальной Евы
Гаплотип митохондриальной Евы — человека, реконструированный парсимонистическим алгоритмом на основе анализа 8000 полных последовательностей молекулы мтДНК, можно найти, например, на сайте «Human mtDNA». Нуклеотидные отличия указаны по отношению к позициям молекулы.

## Определение через гаплогруппы
Определение Евы, указанное в начале данной статьи, допускает в чём-то более наглядную, хотя и не вполне корректную форму, основанную на знании филогении молекулы мтДНК человека. А именно, если взять двух живущих сейчас людей: относящегося к гаплогруппе L0 и не относящегося к данной гаплогруппе, то с митохондриальной Евой можно условно отождествить их ближайшего общего предка по прямой женской линии. Однако здесь возникают следующие две проблемы.
Во-первых, крайне маловероятно, что последним общим предком всех людей по женской линии была именно мать двух девочек, одна из которых сохранила мтДНК матери L0, а другая получила мутацию, характеризующую гаплогруппу L1’6. Скорее всего, митохондриальная Ева жила за много поколений до этой мутации. Современные исследования по скорости мутирования мтДНК свидетельствуют о том, что во всей молекуле происходит одна значимая мутация примерно один раз в 3000 лет. Это означает, что огромное число родственников по прямой женской линии имеет идентичные мтДНК, и ключевая мутация могла произойти спустя тысячелетия после жизни митохондриальной Евы.
Во-вторых, имеется вероятность, что существуют люди, не относящиеся ни к гаплогруппе L0, ни к гаплогруппе L1’6, то есть, ни к одной из двух известных ветвей филогенетического древа мтДНК человека, корнем которого является митохондриальная Ева. Несмотря на то, что к настоящему времени опубликовано порядка 200 000 частичных последовательностей мтДНК и более 8000 полных, не выявивших иных ветвей, кроме двух указанных выше, тем не менее, вероятность обнаружения реликтовых линий остаётся ненулевой до тех пор, пока тестированием не будут охвачены все ныне живущие люди или, по крайней мере, семьи. Так, после недавнего обнаружения группы людей с неизвестной ранее Y-хромосомной гаплогруппой A00 время жизни Y-хромосомного Адама оказалось значительно отодвинутым в прошлое.

## Y‑хромосомный Адам
Схожее понятие молекулярной антропологии означает наиболее близкого общего предка всех ныне живущих людей по мужской линии. Так как Y‑хромосома передаётся только от отца к сыну, то все современные Y‑хромосомы происходят от данного мужчины, которого называют Y‑хромосомным Адамом. Подобно тому как митохондриальная Ева не была единственной женщиной в то время, не был единственным и Y‑хромосомный Адам: мужские хромосомы его современников в силу естественного процесса пресечения прямых линий просто не сохранились.
Из-за того, что Y‑хромосома значительно длиннее, чем ДНК митохондрий, примерно на 60 миллионов пар оснований, и имеет более низкую частоту мутаций, идентификация её полиморфизма замедляется и, как следствие, снижается точность оценки частоты мутаций.
В большинстве старых работ возраст Адама оценивался примерно в 100 000 лет и меньше, что создавало забавное несоответствие с оценкой времени жизни Евы в 140 000—200 000 лет назад: таким образом, Ева оказывалась старше Адама не менее чем на 50 000 лет. Вообще говоря, возрасты общих предков по различным участкам ДНК (мтДНК и Y‑хромосомы) не обязаны совпадать, так как процесс исчезновения аллелей в популяции является стохастическим, нет никаких общих закономерностей, требующих «синхронности» эволюции разных локусов. Некоторые учёные даже выдвигали возможные причины такой разницы — из-за практики многожёнства женщины имели больше шансов передать дочерям свои митохондриальные ДНК, чем мужчины сыновьям — Y‑хромосомы: когда у мужчины имеется несколько жён, он фактически устраняет других мужчин от воспроизведения и передачи хромосом в следующие поколения. С другой стороны, многожёнство не мешает женщинам передавать ДНК митохондрий своим детям. Эта разница может привести к уменьшению прямых мужских линий по отношению к женским.
Однако в последний год наметилась стойкая тенденция к «удревнению» Адама в научной литературе: оценки его возраста как по микросателлитным, так и по SNP-данным достигли нижней оценки возраста митохондриальной Евы. Так, Фульвио Кручиани произведены ревизия и диссекция Y‑хромосомной гаплогруппы A, приведшая к смене топологии прикорневой части глобального древа Y‑хромосомы человека и была получена МП-оценка возраста Адама в 142 000 лет. Впрочем недавние исследования обнаружили новую гаплогруппу A00, что значительно отдалило время Y‑хромосомного Адама — от 237 000 до 581 000 лет назад (с вероятностью 95 %).
Тем не менее, в августе 2013 года появились новые данные о том, что Адам жил 120—156 тысяч лет назад (с максимальной вероятностью — 138 тысяч лет назад).